# ガキ☆ロック
『ガキ☆ロック』は柳内大樹による日本の漫画。『ヤングチャンピオン』（秋田書店）にて2002年No.15から2002年No.24まで連載。単行本は大都社から刊行され、後に少年画報社からも刊行。2017年には無料WEBサイトリイドカフェでリメイク漫画『ガキ★ロックGET BACK』（柳内大樹原作・作画クルスマサトシ・シナリオ山本浩貴）が公開された。
2014年6月28日より実写映画が公開され、 2017年4月14日から『ガキ☆ロック～浅草六区人情物語～』というタイトルで全12話の実写ドラマ版がAmazonプライム・ビデオで配信されている。

## あらすじ
義理と人情に生き、日々ケンカに明け暮れる志村源を中心に、マコト・ジミー・まっつんの四人の仲間たちが「ガキロック」というチームを組み、浅草の街を舞台に大暴れする物語が基本となっている。浅草六区とロックをかけている。
2002年の原作漫画版は、源を取り巻く登場人物との出会いと別れ、ライバルたちとの抗争を描いたヤンキー漫画である。
実写版は不良要素が薄まり、大阪から来たカンタ・蝶々兄妹のために奔走する、夏の浅草を描いた2014年の映画版、金山兄弟が冬の浅草にもたらした大騒動をめぐる2017年の連続ドラマ版がある。
連続ドラマ版前半は2話完結のストーリーになっており、「ノックダウンゲーム編」「ベンチャー詐欺編」「美人局編」を経て、すべての事件の発端である「金山兄弟編」へと繋がる構成になっている。

### 連続ドラマ版
源が仲間たちと平和に過ごしていた浅草で、次々と不穏な事件が勃発する。まずはノックダウンゲームと呼ばれる暴力事件が起こり、立て続けに蕎麦屋の亭主・源が襲われる。事件を未然に防ごうと躍起になる源たちを嘲笑うかのように、第三の事件が起きてしまう。次の被害者は蕎麦屋のおばちゃんだった。善良な市民を襲う犯人への怒りに燃える源たちは一致団結して野村一味を探し出し、決闘の末に改心させる。
間を置かず、たこ焼き屋の若妻貴子が、詐欺師・天草に狙われる。今日子や富山の協力を得てこれを撃退するが、見えない敵は次に半グレの川島を使ってまっつんを攻撃。マコトの怒りの拳で川島を倒しまっつんを救出したところで、意外な人物が姿を現す。
十年前まで浅草に住み、一行の親友だった金山兄弟が一連の事件の黒幕だったことを知り、源たちは驚愕するが、二人の背後に政治家・戸成の影があることを突き止め、強引な浅草開発から手を引くように兄弟を説得する。しかし龍太の心の闇は深く、浅草を愛する源と浅草を破壊しようとする龍太は真っ向から対立。やがて源は、龍太が変わってしまった原因が十年前の自分の行動にあることを知る。
キャッチコピーは「下町に金髪ニューヒーロー誕生!」

### 映画版
ストリップ劇場「イギリス座」の手伝いをしながらケンカざんまいの日々を送る源は、ある日、父親のかわりに駅まで新しい踊り子を迎えに行き、そこで出会った蝶々に一目惚れをする。関西で借金を作って消息不明になった兄を探しに東京に来たと言う蝶々を、源は浅草観光に連れ出して励ますが、偶然にもマコトが連れてきた蝶々の兄カンタを発見する。ヤクザの下っ端になっていることを蝶々に隠すため、源と仲間たちはカンタをエリートサラリーマンに仕立て上げ、準備万端で蝶々に会わせるが、蝶々がストリップダンサーになっていることを知ったカンタは激怒し、再会の場は滅茶苦茶になってしまう。傷ついた蝶々の力になろうとする源だったが、追い詰められたカンタも運命の岐路に立たされようとしていた。
キャッチコピーは「笑って泣ける不良映画登場」

### 漫画版
志村源を中心に結成された浅草の四人組のヤンキーチーム「ガキロック」は、関西からやってきた蝶々やカンタ兄妹を助けたり、レイカやケン太親子の仲をとりもったり、連れ立って渋谷にナンパに出かけたり、ノックダウンゲームを行うチーム「プリズン」のアジトに乗り込んで大暴れしたりと、めまぐるしい日々を送っていた。
ある日、源は中学時代に壊滅させた暴走族のチーム「シャマニズム」の元幹部だった藤原に絡まれる。聞けば、チームの頭だった水野が少年院から出所し、仲間を率いて復讐を企てているという。少年院の中で体を鍛え上げていた水野からマコトは逃走するが、タイマン勝負という言葉を馬鹿正直に信じて捕まった源を人質にされ、やむなく駆けつける。二人でシャマニズムの残党を蹴散らし、今度は藤原を人質に取る形で、マコトと水野は真っ向勝負を行う。全力を出し切り力尽きたマコトにかわって、今度は源が水野を相手に戦いはじめ、言葉ではなく拳を通じて不器用に語り合うのだった。

### 漫画版 GET BACK
仕事中、源はイギリス座の大人気ストリッパーケイナのステージを盗撮している男を発見し、トラブルになる。慰謝料を要求する男を出入り禁止にし、ますますケイナの笑顔に惚れ込む源。ある日の終演後、忘れ物を届けるためにケイナを追いかけた源は、彼女がストーカーに襲われているところに遭遇する。相手は先程の盗撮男・水橋だった。ケイナはある重大な秘密を知られて、水橋にゆすられていた。

## 登場人物

### シリーズ共通
志村 源（しむら げん）
演 - 上遠野太洸 （少年期：山田陸斗）
20歳（ドラマ版）　17歳（原作・映画版）
浅草生まれ浅草育ち。「喧嘩祭りの源」と呼ばれるほどケンカっ早く、いつでも騒動の中心にいる。派手な金髪がトレードマーク。義理人情に厚く、単細胞でロマンチスト。酒が飲めず、常にオレンジジュースをオーダーしている。
高校には進学せず実家が経営するストリップ劇場「イギリス座」を手伝っているが、女性への免疫は低く、ストリップ嬢を前にすると決まって前かがみになる。原作版では18歳未満のため、職場のストリップショーに入れてもらえない。
一途で惚れやすく、映画版では会うなり蝶々に一目惚れする。兄を探す蝶々のために仲間を巻き込んで浅草中を駆け回るが、結局は告白できず、大阪に帰る兄妹を見送った。
ドラマ版では、謎の人物につけ狙われたびたび危機に陥るが、いずれも仲間たちの助けを借りて乗り越えた。身近な人間が傷つけられた時の怒りは凄まじく、蕎麦屋のおばちゃんやまっつんが重傷を負わされた時は冷静を欠いたまま行動し、マコトに諌められている。
お調子者で落ち着きがないが、決して対人感情に鈍感ではなく、ドラマ版では十年前に龍太を見捨てて逃げた自身の行動に負い目を抱いている。内罰的な一面があり、まっつんの苦しみに気付けなかったことや、龍太が人変わりしてしまったことなど、仲間にかかわることでは特に強く自身を責める傾向がある。龍太が浅草の人間を傷つけている原因が自分にあると知り、一時は失意で戦意喪失するが、仲間たちの励ましを受け、傷ついた龍太の心を救うべくもう一度立ち上がる。龍太の暴力を受け止めながらも捨て身で説得に当たり、最後は富山の凶刃から身を持って龍太を庇うことで、十年前に救えなかった大切な仲間を今度こそ守り抜いた。
漫画原作版では、中学時代は髪を青く染め「ブルードラゴン」を自称するが浸透せず、単に「吉中の青い方」と呼ばれていた。
浅草を愛し、浅草に愛される男。童貞である。
マコト
演 - 前田公輝 （少年期：中川輝星）
20歳（ドラマ版）　17歳（原作・映画版）
観光客相手の人力車大竹屋で俥夫として働く。漫画原作版でのフルネームは大竹マコト。
源の幼馴染で良き相棒。後先考えずに行動する源をいつもフォローしている。クレバーで冷静だがハートは誰よりも熱く、仲間内きっての二枚目。
ヤクザ相手にも物怖じせず、そのせいで映画版では絡んできて勝手に自滅したカンタに懐かれ、結果的に彼が源と意気投合するきっかけを作る。
ドラマ版では、小学生時代の弟分だった金山雷太を何かと気にかけている。その雷太が浅草で勃発する一連の事件に絡んでいることを知ってからは、その身を案じ続けた。洞察力が深く頭が切れるので、仲間内ではただ一人、龍太やミホの言動を疑っていた。
卑劣な罠でまっつんを苦しめた川島に強い怒りを持って対峙し、遅れて駆けつけた源を制し、正々堂々タイマンで撃破した。終盤の倉庫決戦ではついに雷太と直接対決を果たす。最初こそ押されるものの、マコトの熱い呼びかけによって迷いが生じはじめた雷太を最終的には打ち倒し、幼かった頃の二人の絆を取り戻した。
原作漫画版では、上半身に入れ墨を入れ、ロックバンドを組んでいる。中学時代は髪を赤く染め「レッドスコーピオン」を自称するが、やはり単に「吉中の赤い方」と呼ばれていた。
ジミー
演 -川村陽介 （少年期：富田海人）
22歳（ドラマ版）　23歳（映画版）　20歳（原作）
キャストは共通しているが、映画と連続ドラマでは性格が異なる。
映画版では、黒髪の飄々とした人物。居酒屋「のりおちゃんポーン」でアルバイトをしている。カンタが投げ捨てたメモをジミーが偶然拾ったことで、結果的にカンタの組長襲撃は失敗、事なきを得る。
ドラマ版では、金髪で気のいい源たちの兄貴分。フリーターで日本各地を転々としているため、浅草にいないことが多く、第1話で登場したあとは第5話の再登場まで間が空く。その分交友範囲が広く、仲間内で一番物事を俯瞰的にとらえることができる。情報通であり、ノックダウンゲームにもいち早く言及した。
仕事のために一時浅草を離れるが、美人局編で窮地に陥る源の元に駆けつけてからは、金山兄弟との決着がつくまで浅草に留まっている。倉庫決戦では源とマコトがそれぞれ金山兄弟と直接対決にもつれこんだので、戦力に乏しいまっつんと二人で雑魚を相手にしており、フロア全員相手に大健闘している。
まっつん
演 - 中村僚志 （少年期：小林蓮）
23歳（原作・映画版）
実家の寺で修行中の住職見習いで、一行のムードメーカー。ケンカは弱いが、気が優しく仲間思い。寺生まれだが煩悩にまみれ、修行はサボりがちである。原作の表記は松っつんである。
映画版冒頭では、高校生集団とのケンカで真っ先にリーダーのターゲットにされ、一人だけ隅田川に投げ入れられる。
ドラマ版第一話では、サンバの衣装を着て源たちを呼び出すが、源とマコトのダブルキックでやはり隅田川に落とされる。
仲間内では一番デジタルに精通しており、浅草の街を紹介する広報番組「浅草チャンネル」の動画収録を行っていた。その最中、兄の住職が川島によって美人局にはめられ、兄を救う条件として源を陥れるよう強要される。葛藤しながらも源の悪評を流すための動画を作成、続けて源を酔わせ、美人局の罠にかけようとするミホへの協力を強いられたが、これは駆けつけたジミーら仲間たちによって失敗に終わる。友情と家族愛の間で苦悩するが、自分を信じてくれた仲間たちを裏切ることができず、川島の要求を突っぱねたことで袋叩きにされ、重傷を負う。
病院で目覚めたのち、源に改めて謝罪し、より絆を深めた。龍太の件で源が落ち込んだ際は、誰よりも親身になって励ましている。酷い目に遭わされたものの、仲間内では比較的龍太と雷太に対して寛容である。坊主であるため、源からは親しみを込めて「カシューナッツ」「落花生」「らっきょ」「腐った豆」などと呼ばれている。

### 連続ドラマ版
金山 龍太（かなやま りゅうた）
演 - 山田裕貴 （少年期：赤峰優）
金山兄弟の兄。
子供時代に起きたある出来事のせいで「信じられるのは金と力だけ」という歪んだ思想を抱くようになり、憎しみと復讐心を原動力に生きている。
源とマコトが小学四年生の三学期に転入生として同じクラスにやってくる。裕福な家の子供で、友達作りのために玩具を配っていたが、それを快く思わない源に指摘を向けられ、以来、転校するまで仲間として一緒に行動することになる。
十年ぶりに浅草に戻ってきた時は「ウェルズ不動産」という不動産会社の社長になっていた。雷太の所在を尋ねられても知らないの一点張りで、当初は以前と変わらず源たちに友好的な態度を取っていたが、次第に本性を見せ始め、浅草の街を守ろうとする源たちと真っ向から対立するようになる。
実は浅草で起きていた一連の騒動を、裏で糸引いていた張本人。
浅草に住んでいた十年前、源たちと楽しく騒いで過ごしていた金山兄弟の平穏な生活は、父親の事業が傾き始めたことで一変する。父親を庇って借金取りの前に飛び出した龍太は子供ながら容赦のない暴力にさらされ、通りかかった源に助けを求めるが、恐怖を感じた源は龍太の前から走り去ってしまう。その後、金山一家は夜逃げし、父親は兄弟の目の前で首を吊って自殺する。
この一件が龍太の心に深い傷を残し、自分を裏切っておきながら義理人情を声高に叫ぶ源への強い憎しみを胸に、浅草を人情の街から無味乾燥な一都市へと変容させようとしていたのだった。普段は物腰穏やかな好青年だが、幼少期のトラウマを刺激されたり苛立ちが募ったりすると、激昂し、部下に暴力をふるう苛烈な一面が表出する。自身はあくまで社長としての表向きの顔を貫き、裏の仕事は雷太や富山に遂行させていた。
後見人である戸成の命で、イギリス座をはじめとした浅草の土地を買収し、源を浅草から追い出そうと暗躍していたが、「世の中金と力だ」と叫びながら誰よりも金と力を憎んでいることを知った源たちに計画から抜けるよう求められる。しかし話し合いは決裂、どちらが正しいのかを証明するために倉庫街での直接対決を提案した。
一方的な暴力に対し一切抵抗せずに謝罪する源と、駆けつけてきた仲間たち、そして弟雷太の必死の呼びかけによって、かつての純粋だった心を取り戻す。
その後は雷太とともにのりおちゃんポーンを訪れ、一連の行動を謝罪している。
金山 雷太（かなやま らいた）
演 - 柾木玲弥 （少年期：中川月碧）
金山兄弟の弟。年子である。
社交的な兄とは違い、内気で気が弱く、幼少期はいじめにあっていた。源たちの仲間になってからは生き生きとした日々を送り、特に自身を心配し、ケンカの仕方を教えてくれたマコトに懐く。
それから十年後、美人局編で川島の黒幕としてマコトたちの前に姿を現す。兄龍太にかわって裏方の役割を担い、兄の指示で半グレやチンピラに金とドラッグをばらまいて源たちを攻撃させていた。
浅草を出てからも凄惨ないじめに遭っていたため、父親を失った家族を全力で守ってくれた兄への感謝の思いは強く、龍太と違い、源一行にさほど恨みはないものの、源に裏切られて変わってしまった孤独な兄の心に寄り添うために、行動を共にしていた。
倉庫の直接対決では、マコトに行く手を阻まれ、一対一で戦うことになる。子供時代の師匠とも呼べるマコト相手に序盤は優勢に戦っていたが、金山兄弟を救おうとするマコトの気持ちが勝り、最後は敗北。「本当に兄貴を守りたいなら、あの頃よく笑ってた優しい龍太に戻してやることなんじゃないか」というマコトの説得に心を動かされ、ともに龍太の元に駆けつける。
泉 今日子（いずみ きょうこ）
演 - 久松郁実
ドラマ版のヒロイン。俊幸の姪で、たこ丸でアルバイトをはじめたところを源に一目惚れされる。
気丈で正義感が強い。天草が貴子に接触した際は、いち早く胡散臭さに気付き、単独で尾行。たこ焼きをゴミのように捨て去る行為に怒りと不信を覚え、貴子との契約の場に乗り込み、威圧する天草相手にも一歩も引かずに立ち向かった。ルピナスを襲撃した富山から咄嗟に源を庇ったことで怪我を負う。暴力を嫌い、ケンカには関わらないが、その真っ直ぐで勇敢な性格は源に影響を与えた。
あきな
演 - 板野友美
ガールズバー「ルピナス」の若き美人ママ。多額の借金があり、店を売り渡すよう龍太に勧められる。浅草に店を持つのが夢だったと話す姿に心を打たれた源は、少しでもあきなの助けになろうとあちこち奔走する。
しかしその正体は、買収計画のために送り込まれた龍太の関係者であった。龍太の指示通り、お人よしの源を騙してイギリス座の権利書を奪うことに成功するものの、浅草の人間の真心に触れ、皆への罪悪感と龍太への献身の間で心が揺れはじめる。しかし進行する浅草乗っ取り計画とは裏腹に、精神的に追い込まれていく龍太の様子を見て決意を固め、イギリス座の権利書を返却しに志村家を訪問、真実を話して龍太を救ってくれと源にすべてを託した。

#### ノックダウンゲーム編（1・2話）
野村
演 - 長田成哉
猿のマスクで顔を隠して通りすがりの人間を無差別にワンパンで倒すという過激なノックダウンゲームを配信し、動画再生回数を稼いでいた。
元族の頭で、浅草を制覇するために乗り込んでくるが、源に敗れたことで仲間に見限られてチームが壊滅したという過去を持つ。そのせいで源を恨んでいる。源とマコトの二つ年上で少年院上がり。
金で雇ったチンピラを率いて源たちに挑むが、すべて蹴散らされ、最後は源との一騎打ちで再び敗北する。さらには自身の母親が頭を下げて働く姿を見せられた上で「同じ目に遭わなきゃ分からない」と母親に挑みかかろうとする源の本気を目の当たりにし、初めて自分がしたことの重大さに気付いた。
ショウ
演 - 神永圭佑
ゲームセンターで声をかけてきた野村のノックダウンゲームに軽い気持ちで加担するが、次第にエスカレートする暴力性についていけなくなる。だが支配的になった野村に逆らうことができず、ついには大事件を起こし、激怒した源たちに制圧される。
タク
演 - 髙橋里央
ショウとともにノックダウンゲームに手を染めるが、相手が蕎麦屋のおばちゃんと知った時は躊躇を見せる。しかし野村に蹴り出され、結果的に共犯者となってしまう。

#### ベンチャー詐欺編（3・4話）
天草
演 - 佐藤祐基
一見紳士的で柔和な物腰のやり手ベンチャー企業社長、しかしてその実体は詐欺師である。甘言を弄して貴子の懐に入り込むことに成功する。名刺に記載された名前は天草雄輔。ドラッグ中毒者にたこ丸を襲撃させ、彩りのない生活に嫌気がさした貴子に共同経営の話をもちかけて店の権利書を奪い取ろうとする。弁が立つため、今日子に追及されたあともシラを切り通すが、架空業者であることを突き止めたマコトたちの加勢・マミの証言もあり、一気に形勢逆転。最後は駆けつけた俊幸・志村親子ら浅草メンバーに囲まれ、敗北を悟ってその場から逃亡した。野村をけしかけた張本人だが、自身も任務に失敗したことで雷太に制裁される。
マミ
演 - 寒川綾奈
夜の街にいた派手な身なりの少女。ドラッグ撲滅運動中の源たちが声をかけた途端、一目散に逃走を開始する。高額バイトの誘い文句に騙された上に天草によってドラッグ漬けにされ、架空サイトのサクラをさせられていた。自暴自棄になって橋から身投げしようとしていたところを源に制止され、トモの友情に気付いたことで目を覚まし、源に天草の正体を伝える。
トモ
演 - 生田佳那
マミの親友。交際相手の影響で変わってしまったマミを見放さず、彼女を救いたい一心で自ら源たちの元を訪れる。二人の関係性は、のちの金山龍太を取り巻く源やあきなの伏線になっている。

#### 美人局編（5・6話）
川島
演 - 寺中寿之
雷太が金で雇った半グレ。金山兄弟がけしかけた三人の中では最も暴力的でタチが悪く、源を追い込むためにまっつんをターゲットにする。まずはまっつんの兄を美人局にはめ、二千万円の法外な慰謝料と利息を楯にまっつんを脅して源との仲を引き裂こうと画策する。要求を拒否したまっつんを叩きのめしたところでマコトとジミーに乗り込まれ、マコトとの一対一の勝負の末にノックアウトされる。天草同様、雷太に制裁された。
ミホ
演 - 中村愛
陽気で明るいルピナスのスタッフ。得意の下ネタで場を盛り上げる。源を美人局にはめようとしたり、まっつんと仲違いさせようとしたり、交際相手である川島の指示で動いていた。川島と連絡を取り合っていたところをマコトとジミーに見つかり、最後は泣きながら源に謝罪をし、川島の悪事を暴露した。

#### 金山兄弟編（7話－）
戸成 虎之助（となり とらのすけ）
演 - 原田龍二
第1話より登場。台東区区議会議員で、次期区長候補。政治家になる前は不動産王と呼ばれていた。
表向きは爽やかで人当たりのいい人物だか、裏では野心を抱き、我欲のために浅草の再開発を企てている。そのために金山兄弟を利用していたが、真実を知った源たちの介入を受け、保身のために兄弟を切り捨てようとする。源や金山兄弟を「底辺」と見下し、騒動に乗じて龍太を始末しようとしていたが失敗。最後は選挙を目前に控えた演説中に源一行に乗り込まれる。だが群衆の前で悪事を暴くことなく「まずはあんたが世の中あきらめないで精一杯生きている姿を見せてくれ」と真っ直ぐな思いを告げて去る源たちに、複雑な表情を見せた。
黒川（くろかわ）
演 - 根本正勝
戸成の敏腕秘書。高圧的な態度で金山兄弟に接し、スキャンダルを恐れて暴力沙汰は控えるように釘をさしていた。戸成のために、龍太を始末するよう富山に指示。演説に乗り込んできたマコトによって、諌言とともにナイフを突き返された。
富山（とやま）
演 - 大倉士門
第3話より登場。源たちとともにドラッグ撲滅運動に励む爽やかな好青年だったが、龍太の手先であり、自身もドラッグ中毒者である。失敗が続いたことで龍太の失望を買い、後がなくなり焦って源を刺そうとするが、今日子に邪魔をされて逃走。行くあてを失くして街をさまよっていたところを、身の保証と引き換えに龍太の始末を依頼される。しかしこれも源が庇ったことで失敗に終わった。
文（ぶん）
演 - 平子悟
ホームレスで浅草の情報屋。ジミーに依頼されて龍太の身辺を探っていたが、龍太と戸成が繋がっていることを突きとめたところを雷太に見つかり、監禁される。迷いを抱くあきなによって解放された後は力を振り絞ってマコトたちの元に駆けつけ、真実を伝えた。

### 志村家
志村 長介（しむら ちょうすけ）
演 - 六平直政
源の父親で、ストリップ劇場「イギリス座」の経営者。女の子に弱く、浮気をしては恐妻の陽子にどつかれている。息子以上に義理人情に厚く、浅草の人間のために心を砕く。
志村 陽子（しむら ようこ）
演 - 円城寺あや
源の母親。浮気性の旦那と騒動ばかり起こす息子に手を焼いている。ベンチャー詐欺編では貴子を騙そうとする天草を正面から一喝した。源には実家の大工をついで欲しいと思っている。
志村 ゆうか
演 - 山本真由
源の妹で高校生。童貞である兄をたびたび揶揄しているが、家族仲は良好である。映画版では他に「こうじ」という弟がいるが、ドラマ版では四人家族になっている。

### 浅草の仲間
のりお
演 - 勝矢
源一行のたまり場になっている居酒屋「のりおちゃんポーン」の店長。巨躯の男性で、源たちの兄貴的な存在。源たちを一歩引いた立場から見守り、時に温かいアドバイスを送る。高校を四年留年していて、源一行とはその頃からの顔なじみである。漫画版ののりおちゃんポーンは立ち飲み屋であり、店長の名前の表記は「のり男」である。
真奈美（まなみ）
演 - 大塚千弘
のりおちゃんポーンの看板娘。グラマラスでしっかり者の姉御肌。店を切り盛りし、果ては店長の面倒までみていた。
映画版では、蝶々を安心させるため、源に頼まれてカンタの婚約者役をつとめる。ドラマ版では、母親の看病のために悩みながらも置き手紙を残して故郷九州へと戻り、惜しまれながら浅草を去った。
楓
演 - 白石あさえ
真奈美がのりおちゃんポーンを去った後の、明るく元気な二代目看板娘。
レイカ
演 - 小泉麻耶
イギリス座の売れっ子No1の踊り子。スタイル抜群で多くの男性を虜にする。張り込みや尾行など、何かと源たちに協力してくれる。
原作ではケン太という男児がおり、ストリップ嬢であるために夫の厳格な親に結婚を反対され、子供とも離れて暮らしていた。
俊幸（としゆき）
演 - 大野泰広
たこ焼き屋「たこ丸」の店長。脱サラして実家のたこ焼き屋をつぐが、味の方はいまいちで、長介に金を借りなくてはならないほど経営は苦しい。そのせいで妻貴子との口論が絶えず、夫婦関係が悪化しつつあった。心の中では貴子のために店を立派にしたいと思っていたが、頑固で不器用な性格が災いし、思いを伝えることができなかった。天草騒動の後は長介の力を借りて今までのすれ違いを貴子に謝罪し、「お前と頑張りたい」と改めて告げた。演者はドラマ版の脚本家である。
貴子（たかこ）
演 - 中村静香
俊幸の歳の離れた若妻。心の隙間を天草に狙われ、甘い言葉に騙されて店の権利書を渡しそうになったところを、今日子や陽子によって止められる。事件のおかげで夫婦の絆を確かめ、再びたこ丸で夫のサポートをつとめる。
住職
演 - 中野マサアキ
まっつんの兄。他界した父親にかわって実家の寺を守る勤勉で実直な僧侶。しかしその真面目さが仇となり、美人局にはめられてしまう。
一郎
演 - 中村公隆
蕎麦屋の亭主。ノックダウンゲームの被害者第一号になる。自身は軽傷ですんだが、今度は母親がターゲットにされ重傷を負ってしまう。
チャーリー
演 - 中村有志
ひげにステッキのパントマイムのパフォーマー。
谷
演 - やまもとまさみ
イギリス座の常連客でレイカのファン。浅草チャンネルにも出演した。

### 映画版
蝶々（ちょうちょう）
演 - 佐津川愛美
映画版のヒロインで、関西No1のストリップダンサー。唯一の家族である兄を探すため、浅草のイギリス座にやってくる。
蝶々に一目惚れした源と浅草観光をしたり、滞在する志村家で賑やかな日々を過ごしたりする中、ついに兄のカンタが見つかったという報を受ける。しかし蝶々がストリッパーになっていることを知ったカンタは激怒し、兄の暴言に傷ついた蝶々はその場を立ち去ってしまう。心配する源の前で「兄が分かってくれるまでずっと大阪で待つ」と芯の強さを見せ、最後は新たな一歩を踏み出したカンタとともに大阪に帰っていった。
ダンサーになったのは借金を作った兄の返済のためだが、踊ることは好きで、ストリッパーであることを理由に地元大阪の恋人に婚約破棄をされても、仕事に誇りを持っている。
漫画版は翳のある美人で、映画版はおっとりした性格になっている。
カンタ
演 - 岡田義徳
ヤクザ一年目の三下。蝶々の兄。夜道でマコトに絡んだことが縁で源たちと意気投合する。
何もかも中途半端な自分を変えるために一念発起してヤクザになったものの、非情になりきれずに兄貴分である蛭田の怒りを買ってばかりだった。その上自慢の妹だった蝶々が自分のせいでストリップダンサーになったことを知り、自己嫌悪と自暴自棄に陥る。ヤクザ業もうだつが上がらず、ついには蛭田に敵対勢力の組長の襲撃を命令されてしまう。覚悟を決めたカンタは蝶々に報酬の大金と手紙を残して、拳銃を手にターゲットの元に向かう。しかし襲撃は駆けつけた源たちによって阻止される。蝶々のためにも真っ当に生きようと決意し、ヤクザを抜けたいと申し出て兄貴分に殺されそうになるが、若頭によって救われ、無事に一家を破門となった。
漫画版では、組でトラブルを起こしたことになっていたが、実際には覚せい剤に手を染めたという濡れ衣を着せられて東京に潜伏していた。追手をかけられて危機的状況に陥っていたところを源が体を張って逃がし、最終的には蝶々とともに仙台にあるイギリス座の支店まで逃げおおせる。
蛭田
演 - 山口祥行
カンタの兄貴分。横暴かつ冷酷非道な性格で、借金回収の対象が幼い子供が泣き叫ぶ家庭であろうとも容赦はしない。何かと失敗続きのカンタを普段から疎んじており、足を洗いたいという申し出に憤って独断で制裁を加えようとするが、その思いあがった行動を若頭に糾弾される。
木村
演 - 斉藤一平
カンタと同じ河野組の構成員。要領の悪いカンタが蛭田に怒鳴られているところをいつも同情の目で見ている。後藤田の襲撃を命じられたカンタを踏みとどまらせようとするが、その決心が固いことを知ると、後藤田の居場所を記したメモを渡して励ました。このメモをジミーが拾ったことが、カンタの運命を大きく左右した。
後藤田(ごとうだ)
演 - 竹内力
カンタが所属する河野組と反目する組織の組長。

### 漫画版
水野
シャマニズムの元総長。当時中学生の源とマコトに負けたことで十三代続いていたチームは壊滅に追い込まれ、前総長から制裁を受けるも、仲間の藤原を守るために前総長を半殺しにしてしまい、少年院送りになっていた。出所後は復讐に乗り出し、特にマコトをつけ狙う。一対一にこだわっており、最後はその不器用な生き方を認めた源と拳を交える。
藤原
シャマニズムの元幹部。タイマン勝負と騙して源を呼びだし数で攻めるが、マコトが駆けつけてきたことにより形勢逆転。逆に捕まって水野を呼び出すための人質にされる。
ケン太
レイカの息子。父方に引き取られていたが、関西に引っ越すことになったため、一人で母親のレイカに会いに来る。ケン太の父・勤は気が弱く、ストリッパーであるレイカとの結婚を厳格な父親に反対されていた。レイカが自分の父親に「下品な汚れた女」と罵倒されていても何も言い返せない勤に「一度は本気で惚れた女がボロクソに言われてるのになんで怒らねぇ!?」と源が一喝。家出をしていたケン太もまた、父親に自分の気持ちをぶつけ、心を打たれた勤は親子三人でやり直すことを誓った。

### 漫画版GET BACK
ケイナ
イギリス座の人気ストリッパーで、源もその笑顔の虜になっていた。国民的アイドルグループ「七色萌キュンZ」のメンバー前園ゆきと同一人物であることを水橋に嗅ぎつけられ、証拠映像と引き換えに五百万円を要求される。それを拒んだところ、今度は体を売ることを強要される。追いかけてきた源にも秘密を知られてしまい、「大丈夫」と作り笑いを浮かべるが、強がりを源に見抜かれて涙を流す。源は仲間たちと「カオス」の溜まり場を襲撃、制圧することでケイナを救った。
女手ひとつで育ててくれた母親の手術費用を捻出するにはアイドル業の収入だけでは不十分だったため、ケイナは変装してストリップの仕事をしていたのだった。源の奮闘によって、最後は「人を笑顔にする笑顔」を取り戻した。
水橋
金になるなら何でもする凶悪な渋谷のチーム「カオス」の一員。ケイナの正体がアイドル前園ゆきである証拠を掴み、それをネタに強請ろうとしていた。源たちに乗り込まれてデータを消去させられる。

## 書誌情報
- 柳内大樹 『柳内大樹作品集 ガキ☆ロック』 大都社〈ダイトコミックス〉、全1巻
  1. 2003年3月発売 ISBN 4-88653-766-9
- 柳内大樹 『新装版 ガキ☆ロック』 大都社〈ダイトコミックス〉、全1巻
  1. 2005年4月28日発売 ISBN 4-88653-847-9
- 柳内大樹 『ガキ☆ロック 浅草・ケンカ祭りの源』 少年画報社〈YK BEST〉、全1巻
  1. 2010年1月発売 ISBN 978-4-7859-3307-4
- 柳内大樹 『ガキ☆ロック -映画化記念号 』 少年画報社〈ヤングキングベスト廉価版コミック〉、全1巻
  1. 2014年5月26日発売 ISBN 978-4-7859-3307-4

## 映画

### キャスト
- 志村源 - 上遠野太洸
- 蝶々 - 佐津川愛美
- マコト - 前田公輝
- まっつん - 中村僚志
- ジミー - 川村陽介
- カンタ - 岡田義徳
- 真奈美 - 大塚千弘
- のりおちゃん - 勝矢
- 源の父親 ‐ 六平直政
- 源の母親 ‐ 円城寺あや
- 山口祥行
- 斉藤一平
- 曽根悠多
- 遠藤要
- 森田直幸
- 竹内力

### スタッフ
- 監督 - 中前勇児
- 脚本 - 山本浩貴
- 原作 - 柳内大樹
- 音楽 - 矢部公英、北澤亮
- 主題歌 - 竹原ピストル「ガキ☆ロック」
  - 作曲 - 竹原ピストル、作詞 - 柳内大樹
- 製作総指揮 - 河野正人
- プロデューサー - 佐伯寛之
- キャスティング - 中里慶
- 製作会社 - 株式会社レックスエンタープライズ、株式会社サモワール、株式会社クラスター
- 配給 - 株式会社全力エージェンシー
- 製作 - ガキ☆ロック製作委員会

## ドラマ
オリジナルストーリー全12話の実写ドラマ『ガキ☆ロック〜浅草六区人情物語〜』は、2017年4月14日よりamazonプライム・ビデオにて配信。

### キャスト
- 志村源 - 上遠野太洸
- マコト - 前田公輝
- まっつん - 中村僚志
- ジミー - 川村陽介
- 今日子 - 久松郁実
- のりお - 勝矢
- 真奈美 - 大塚千弘
- 金山龍太 - 山田裕貴
- あきな - 板野友美
- 金山雷太 - 柾木玲弥
- 戸成虎之助 原田龍二
- 貴子 - 中村静香
- 志村長介 - 六平直政
- 志村陽子 - 円城寺あや
- 天草 - 佐藤祐基
- 富山 - 大倉士門
- 野村 - 長田成哉
- 和尚 - 中野マサアキ
- 一郎 -  中村公隆
- 俊幸 - 大野泰広
- チャーリー - 中村有志
- 谷 - やまもとまさみ

### スタッフ
- 原作 - 柳内大樹
- 企画・プロデュース - 河野正人（クラスター）
- 監督 - 中前勇児、中田博之、山本浩貴
- 脚本 - 大野泰広
- オープニング曲 - THE イナズマ戦隊「赤い命が燃えている」 
  - 作詞 - 上中丈弥、作曲 - THEイナズマ戦隊
- エンディング曲 - 竹原ピストル「ガキ☆ロック」
  - 作曲 - 竹原ピストル、作詞 - 柳内大樹
- キャスティング - 中里慶（浅井企画）